# 木村充伯
木村 充伯（きむら みつのり、1983年 - ）は、静岡県出身の彫刻家。
犬猫や人の姿を木で彫ったり、油絵具を塑像して落花生、画鋲などの彫刻を作る。最近ではティッシュを用いた版画作品も発表している。

## 経歴
静岡県袋井市出身。2005年に名古屋造形芸術大学造形芸術学部彫刻コース卒業、2007年同大学大学院造形芸術研究科修士課程修了。

## アーティスト・イン・レジデンス
- 2018年　Dia Projects HCMC、ホーチミン、ベトナム
- 2018年　キョンギ・クリエーション・センター（Gyeonggi Creation Center）、安山、韓国
- 2015年　航行と軌跡 - 国際芸術センター青森 Navigation & Trajectory - Aomori Contemporary Art Center (ACAC)
- 2013年　チャンドン・アートスタジオ - 韓国国立現代美術館 Changdong Art Studio - National Museum of Contemporary Art (the Asia Pacific Artist Fellowship Program 2013)

## 主な展覧会
- 木村充伯展 - LOVE（2019年、ケンジタキギャラリー、東京）
- アイチアートクロニクル1919-2019（2019年、愛知県美術館、名古屋）
- Before Form（2018年、Gallery Kiche、ソウル、韓国）
- 木村充伯展 - ここには猿はいない（2019年、Do a Front、山口）
- 木村充伯展 - Wonderful Days（2017年、ケンジタキギャラリー、東京）
- リヨン・ビエンナーレ 2017 - Rendez-vous（2017年、Institut d'art contemporain、ヴィルールバンヌ、フランス）
- 木村充伯とタン・ルイ - Black, Color（2017年、アートラボあいち大津橋、名古屋）
- 6th Exhibition AGAIN-st 平和の彫刻（2017年、NADiff Gallery、東京）
- 江之子島芸術の日々2017 - 他の方法（2017年、マークスタジオ、大阪）
- 木村充伯展 - We Mammals（2016年、ケンジタキギャラリー、名古屋）

- 木村充伯展 - Wonderful Man（2015年、Gallery Kiche、ソウル、韓国）
- 木村充伯展 - Above the horizon（2014年、ケンジタキギャラリー、名古屋）
- 木村充伯展 - ダブル・ストーリー（2013年、ケンジタキギャラリー、東京）
- Convocatoria Internacional anual de jovenes artistas - XV Edición、（2013年、ルイス・アデランタード、バレンシア、スペイン）
- Seoul Seoul Seoul（2013年、チャンドン・アート・スタジオ - 韓国国立現代美術館、ソウル、韓国）
- 木村充伯展（2011年、ケンジタキギャラリー、東京）
- 木村充伯展 - 猫の寝方（2010年、企画：中村史子 愛知県美術館 学芸員、Social Kitchen、京都
- 木村充伯展 - 油を吸う男（2010年（ケンジタキギャラリー、名古屋）
- il dio delle piccole cose（2009年、casa masaccio / centro per l’arte contemporanea、サン・ジョヴァンニ・ヴァルダルノ、イタリア） - ピエール・ルイジ・タッツィ(Pier Luigi Tazzi) キュレーション
- City_net Asia 2007（2007年、ソウル市美術館）

## フェローシップ・助成
- 2018年　trans_2018-2019 日本人アーティスト海外派遣枠、秋吉台国際芸術村、山口
- 2018年　KASHIMA 2017 Artist in residence in Ho Chi Minh City、BEPPU PROJECT、別府
- 2013年　アジア・パシフィック・アーティスト・フェローシップ・プログラム - 韓国国立現代美術館、ソウル
- 2009年　愛銀教育文化財団